# Scheune Fehrmannstraße 1

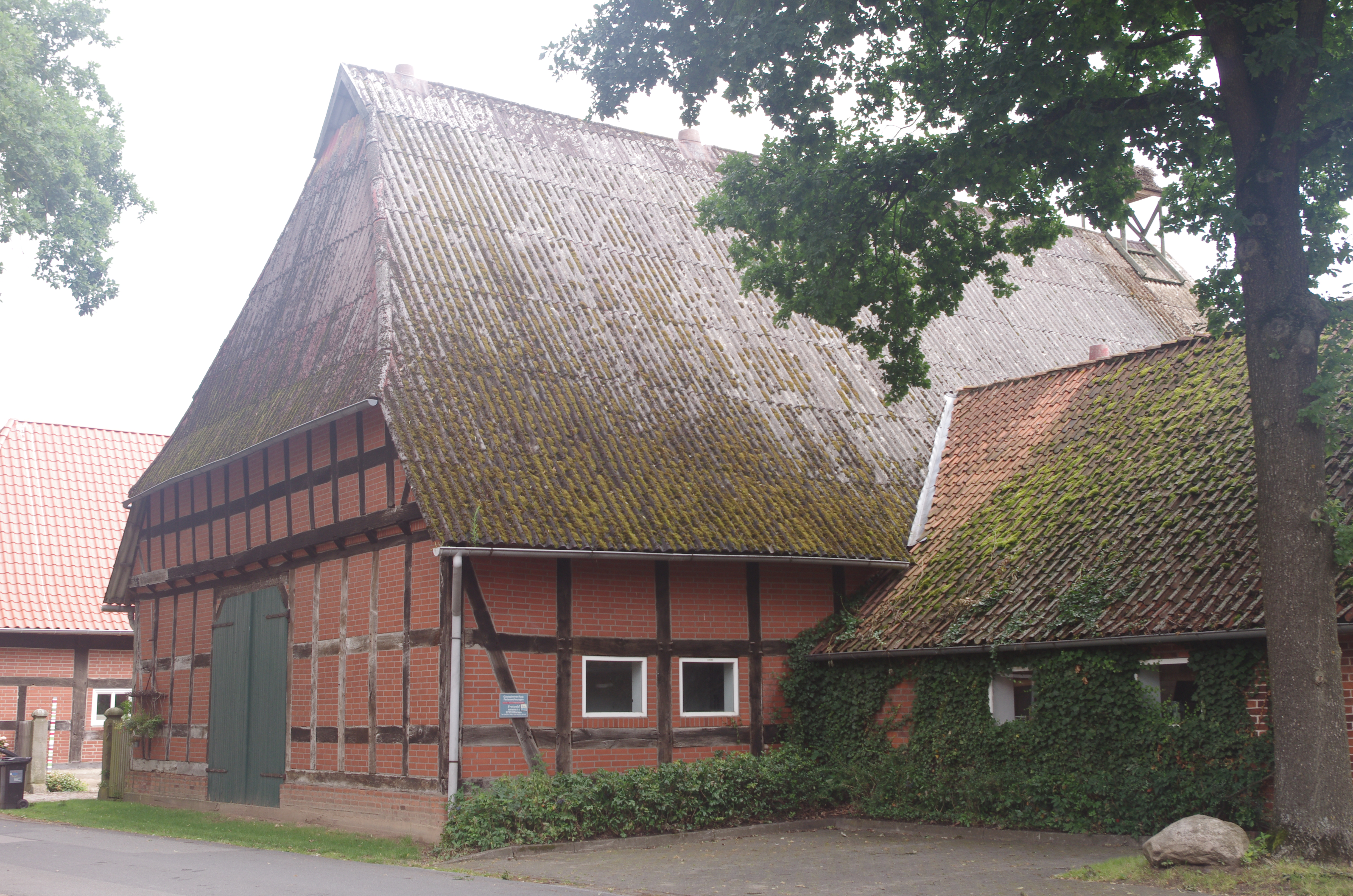
Schweringer Wurthscheune

Die Scheune Fehrmannstraße 1, auch Schweringer Wurthscheune, in Schweringen in der niedersächsischen Samtgemeinde Grafschaft Hoya stammt vom 18. Jahrhundert.
Aktuell (2023) wird sie landwirtschaftlich genutzt.
Das Gebäude steht unter Denkmalschutz (siehe auch Liste der Baudenkmale in Schweringen).

## Beschreibung
Das eingeschossige Gebäude in Fachwerk mit Steinausfachungen, Längseinfahrt sowie Krüppelwalmdach als Niedersachsengiebel mit Uhlenloch und auskragendem Giebeldreieck wurde 1779 (Inschrift über der Grooten Door) gebaut. Das Notdach besteht aus Blech. Die sehr große Scheune ist Teil einer größeren Hofanlage.
Das Landesdenkmalamt befand: „geschichtliche Bedeutung … durch beispielhafte Ausprägung eines niederdeutschen Hallenhauses“.
Weitere denkmalgeschützte Scheunen im Ort stehen am/an der Kapellenweg 1, Kirchstraße 9, Klitzenburg 1, Twachte, Zur alten Eiche 1 und auf der Hofanlage Dorfstraße 9.